# 용암역
용암역(Yongam station, 龍巖驛)은 울산광역시 울주군 청량읍에 위치한 울산신항선의 역이다. 2020년 9월 15일에 개통하였다.

## 연혁
- 2019년 10월 25일: 역명을 용암역으로 결정[1]
- 2020년 8월 13일 : 역간 거리, 구간 거리 확정[2]
- 2020년 9월 15일: 개업